# Viviana Ortiz
Viviana Ortiz Pastrana (Corozal, 12 settembre 1986) è una modella portoricana, incoronata Miss Universo Porto Rico 2011 il 4 novembre 2010.

## Biografia
Nata a Corozal, Viviana Ortiz inizia a lavorare come modella durante gli studi di telecomunicazioni, presso la Sacred Heart University of Puerto Rico, dove si dploma magna cum laude.
Il 4 novembre 2010 partecipa a Miss Universo Porto Rico che si tiene a San Juan, dove la Ortiz ottiene i riconoscimenti speciali Best Runway e Best Fashion Style
, oltre che il titolo di Miss Universo Porto Rico, che le permette di rappresentare ufficialmente Porto Rico a Miss Universo, che si è tenuto a São Paulo, in Brasile il 12 settembre 2011.